# TJ Dynamo České Budějovice (lední hokej)
TJ Dynamo České Budějovice (celým názvem: Tělovýchovná jednota Dynamo České Budějovice) byl československý klub ledního hokeje, který sídlil v Českých Budějovicích v Jihočeském kraji. V sezóně 1959/60 klub vyhrál v Oblastní soutěži skupinu A a mohl postoupit do 2. ligy, ale klubový činitelé tuto možnost odmítly.

## Přehled ligové účasti
Stručný přehled
Zdroj: 
- 1957–1960: Oblastní soutěž – sk. A (3. ligová úroveň v Československu)

Jednotlivé ročníky
Zdroj: 
Legenda: ZČ - základní část, červené podbarvení - sestup, zelené podbarvení - postup, fialové podbarvení - reorganizace, změna skupiny či soutěže
| Československo (1957 – 1960) |                         |           |          |                                       |                                 |
| Sezóny                       | Soutěž                  | Úroveň    | ZČ       | Play-off, nadstavba, sk. o udržení... | Poznámky                        |
| 1957/58                      | Oblastní soutěž – sk. A | 3. úroveň | 3. místo |                                       |                                 |
| 1958/59                      | Oblastní soutěž – sk. A | 3. úroveň | 2. místo |                                       |                                 |
| 1959/60                      | Oblastní soutěž – sk. A | 3. úroveň | 1. místo |                                       | Reorganizace; odmítnutí postupu |